# Rapporto Flexner
Il Rapporto Flexner (dal titolo Medical Education in the United States and Canada) fu un documento firmato dall'educatore statunitense Abraham Flexner pubblicato nel 1910 e commissionato dalla Carnegie Foundation for the Advancement of Teaching. Esso analizzava lo stato delle scuole mediche negli Stati Uniti e in Canada, con l'intento dichiarato di migliorare la qualità dell’istruzione medica promuovendo standard scientifici più elevati, una maggiore uniformità e una base accademica più rigorosa.
Il report è oggi considerato uno spartiacque nella storia della medicina occidentale: da un lato, pose le basi per una omologazione degli standard formativi e professionali del medico; dall'altro, esso contribuì alla marginalizzazione di pratiche mediche oggi considerate non convenzionali, nonché alla crescente influenza dell'industria farmaceutica sulla formazione e la pratica clinica.

## Contesto storico e obiettivi dichiarati
All’inizio del XX secolo, l'insegnamento della medicina in Nord America era estremamente eterogeneo: esistevano centinaia di scuole mediche, molte delle quali a carattere privato e non accademico, con standard formativi disomogenei, accesso facilitato e pratiche poco rigorose. Il rapporto Flexner denunciò la scarsa preparazione di molti istituti, raccomandando una drastica riduzione del numero delle scuole, una maggiore selezione degli studenti e l'integrazione dell’insegnamento medico con la ricerca scientifica.
Flexner propose che l'insegnamento medico si basasse su un "modello biomedico" fondato su biologia, chimica e fisiologia, incentrato sulla "diagnosi e trattamento delle malattie attraverso l'intervento farmacologico e chirurgico". I suoi modelli di riferimento erano l'università di Harvard e l'università Johns Hopkins.

## Conseguenze della riforma
Il rapporto ebbe un impatto immediato e profondo:
- chiusura di oltre metà delle scuole mediche statunitensi entro pochi anni;
- rafforzamento delle università mediche associate a ospedali e centri di ricerca;
- rafforzamento del ruolo della medicina scientifica e della ricerca sperimentale;
- marginalizzazione di scuole e approcci non allineati al paradigma biochimico (tra cui omeopatia, medicina naturopatica, osteopatia tradizionale, erboristeria).

Negli anni successivi, la formazione medica venne standardizzata secondo criteri accademici, scientifici e statali, ponendo le basi della medicina moderna occidentale.

## Critiche e interpretazioni alternative
Sebbene il Rapporto Flexner sia generalmente considerato un pilastro della modernizzazione dell'educazione medica, numerosi studiosi e attivisti hanno criticato le sue implicazioni sociali, ideologiche ed economiche, avanzando diverse interpretazioni. Secondo molte di esse, il rapporto contribuì a squalificare come "non scientifiche" pratiche mediche tradizionali o alternative (omeopatia, medicina orientale, erboristeria, naturopatia), molte delle quali avevano una lunga storia clinica e un radicamento popolare. La nuova medicina ufficiale promossa da Flexner era orientata esclusivamente all'approccio allopatico e farmacologico.

### Ruolo delle fondazioni Carnegie e Rockefeller
Il rapporto fu commissionato dalla Carnegie Foundation, ma successivamente Flexner lavorò anche per il General Education Board della Rockefeller Foundation, attraverso cui si distribuirono finanziamenti alle scuole che rispettavano i nuovi standard. Critici contemporanei e successivi (inclusi autori indipendenti, giornalisti investigativi e storici della medicina) hanno sostenuto che il rapporto fu parte di una strategia delle élite industriali, in particolare della famiglia Rockefeller, per:
- standardizzare la medicina secondo un paradigma funzionale agli interessi farmaceutici e petrolchimici;
- ridurre il numero di medici indipendenti e "non conformi";
- rafforzare l'autorità centralizzata della medicina accademica.

La Rockefeller Foundation, di fatto, finanziò massicciamente la nascente industria farmaceutica, con interessi diretti in aziende produttrici di farmaci derivati da petrolchimici, come la tedesca I.G. Farben.

### Critiche contemporanee e approccio sistemico
Altri studi hanno rivalutato il ruolo del rapporto Flexner anche alla luce di problematiche più ampie, quali:
- medicalizzazione della società e riduzione dell'attenzione alla prevenzione e allo stile di vita;
- dipendenza crescente della medicina dalla produzione farmaceutica industriale;
- esclusione delle minoranze (afroamericani, donne, gruppi etnici) dalle scuole mediche selezionate;
- mancanza di attenzione alla medicina sociale, comunitaria o spirituale.

Alcuni ricercatori, tra cui E. Richard Brown, parlano di "egemonia biomedica imposta dall'alto", suggerendo che l'apparente riforma educativa fosse anche una strategia per il controllo ideologico ed economico della medicina.